# DMZ (Internet)

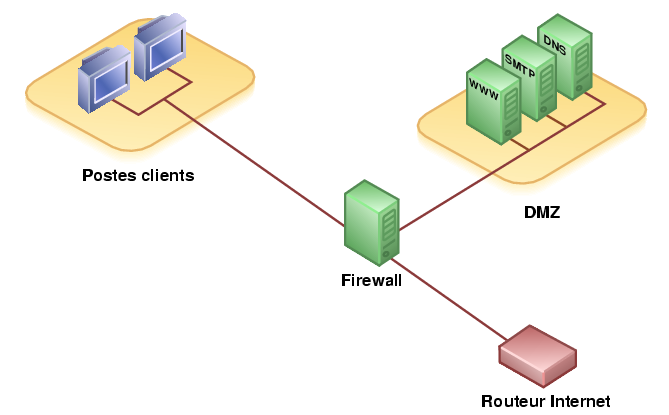
Diagram över ett typiskt nätverk som tillämpar en DMZ-zon med hjälp av en trippelkopplad brandvägg

DMZ, förkortning av DeMilitarized Zone, "demilitariserad zon", ett vanligt förekommande arrangemang för datorer som måste vara mer eller mindre direkt anslutna till Internet för att fylla sin funktion och därför exponeras mot omvärlden, till exempel externa webbservrar och e-postservrar.
Ett DMZ är ett isolerat subnät som placeras utanför det skyddade nät där arbetsstationer och interna funktioner finns.
Maskiner som placerats i ett DMZ måste anses vara utsatta för alla typer av attacker och ska därför inte innehålla någon funktion som inte absolut behövs för uppgiften eftersom varje extra funktion innebär ökad sårbarhet. Normalt används samma intrångsskydd mellan ett DMZ och det interna nätet som mellan det senare och Internet.